# George Neilson
George Neilson (ur. 7 grudnia 1858, zm. 15 listopada 1923) – szkocki historyk.

## Życiorys
Urodzony w rodzinie Edwarda Neilsona, kapitana marynarki handlowej i Janet Paterson. Edukację rozpoczął w szkole w Cummertrees, później w King William's College na wyspie Man. W latach 1879–1881 studiował na Uniwersytecie w Glasgow. Po studiach zaczął pracować jako adwokat, ale wkrótce jego zainteresowania w kierunku badań historycznych ukierunkowały jego późniejszą działalność na badanie historii Szkocji.

## Wybrane prace
- Peel: it's meaning and derivation, 1894
- Annals of the Solway, 1899